# Rathausstraße 8 (Bad Homburg)

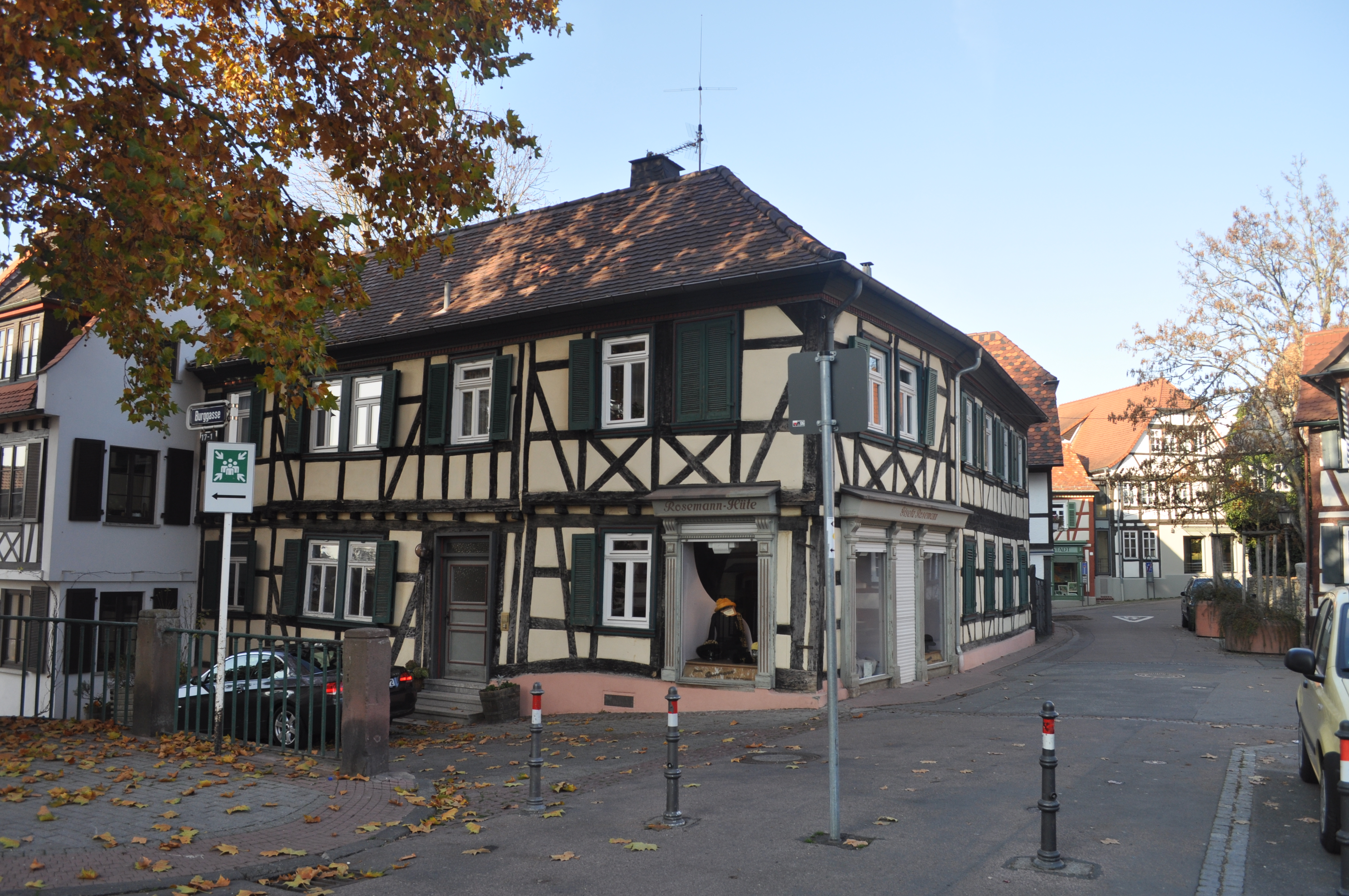
Rathausstraße 8 vor der Sanierung

Das Haus Rathausstraße 8 in Bad Homburg vor der Höhe steht als Kulturdenkmal unter Denkmalschutz.
Es handelt sich um ein zweigeschossiges Fachwerkwohnhaus auf L-förmigem Grundriss mit Walmdach. Der ecklagige und ursprünglich wohl giebelständige Teil ist der älteste Teil des Hauses. Im Obergeschoss finden sich Fachwerkreste aus der Zeit um 1700. Die L-förmige Grundstruktur ergibt sich aus einem traufständigen Anbau aus dem 18. Jahrhundert. Im Erdgeschoss der Ecklage wurde im 19. Jahrhundert ein Einzelhandelsgeschäft eingebaut. Der Laden wurde zuletzt durch den ehemaligen Hutsalon Rosemann genutzt. 
Eigentlich stellt das Haus einen barocken Putzbau dar. Das konstruktive Fachwerk war eigentlich nicht als Sichtfachwerk vorgesehen, das Fachwerk wurde aber später freigelegt. 2018/19 erfolgte eine Kernsanierung, bei der die Fassade, Dach und Fenster erneuert, eine Reihe von verfaulten Balken ausgetauscht und die ursprüngliche Farbgebung wieder hergestellt wurde. Der Kurverein der Stadt Bad Homburg zeichnete diese Sanierung 2019 als eine von drei vorbildlichen Fassadensanierungen in Bad Homburg aus. Das Gebäude ist aus architekturgeschichtlichen und städtebaulichen Gründen als Kulturdenkmal geschützt.